# Fosse no 14 bis des mines de Lens
La fosse no 14 bis dite Saint-Ernest ou Ernest Cuvelette de la Compagnie des mines de Lens est un ancien charbonnage du Bassin minier du Nord-Pas-de-Calais, situé à Loos-en-Gohelle. Les travaux du puits d'aérage no 14 bis commencent en 1906, et sont menés de pair avec ceux de la fosse no 14. La fosse est détruite pendant la Première Guerre mondiale. Elle est reconstruite suivant le style architectural d'après guerre des mines de Lens. Lorsque la fosse no 14 cesse d'extraire et est rattachée à la fosse no 12, la fosse no 14 bis l'est également.
La Compagnie des mines de Lens est nationalisée en 1946, et intègre le Groupe de Lens. En 1952, ce dernier fusionne avec le Groupe de Liévin pour former le Groupe de Lens-Liévin. La fosse no 14 cesse d'aérer en 1962, date à laquelle le puits est remblayé. Les installations sont conservées.
Au début du XXIe siècle, Charbonnages de France matérialise la tête de puits no 14 bis. Le chevalement est démonté en 2002. Un sondage de décompression est entrepris en 2005. À l'exception du chevalement, la fosse est intacte, et occupée par une entreprise.

## La fosse

### Fonçage
La fosse d'aérage no 14 bis est entreprise par la Compagnie des mines de Lens à Loos-en-Gohelle à partir de 1906. Ses travaux sont menés de pair avec ceux de la fosse no 14, sise à Lens, à 1 785 mètres au sud-sud-est, le long de la même route. La fosse no 14 bis est également située à 1 863 mètres au sud-sud-est de la fosse d'aérage no 13 bis, sise à Bénifontaine, et à 1 400 mètres au nord-est de la fosse no 15 - 15 bis, sise à Loos-en-Gohelle.

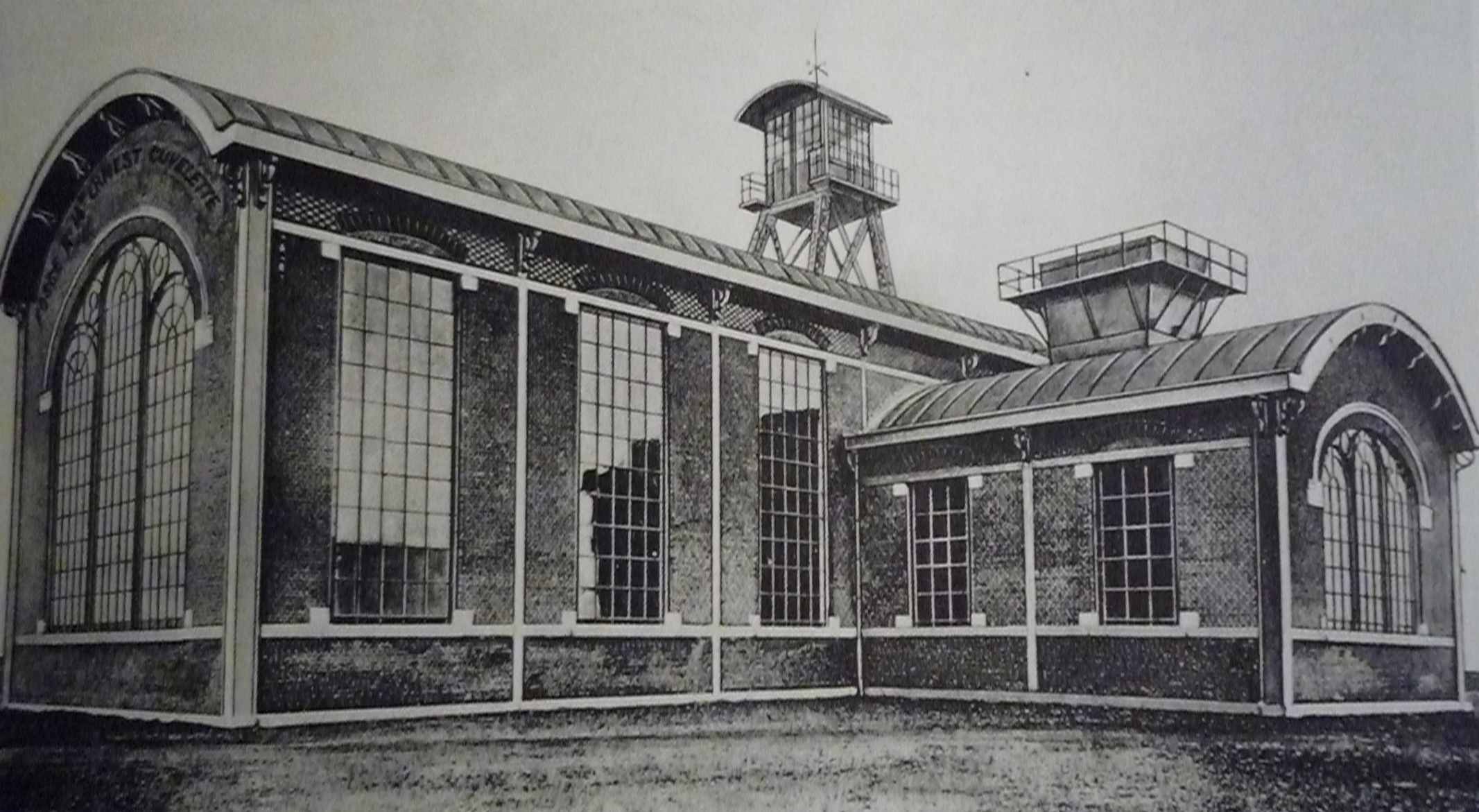
La fosse no 14 bis vers 1910.

La fosse est baptisée Saint-Ernest en l'honneur d'Ernest Cuvelette.

### Exploitation
La fosse no 14 bis assure l'aérage de la fosse no 14. Elle est détruite pendant la Première Guerre mondiale, et reconstruite dans le style architectural des mines de Lens de l'après-guerre. La fosse no 14 cesse d'extraire en 1938, date à laquelle il est rattaché sur la fosse no 12 avec son puits d'aérage.
La Compagnie des mines de Lens est nationalisée en 1946, et intègre le Groupe de Lens. En 1952, ce dernier fusionne avec le Groupe de Liévin pour former le Groupe de Lens-Liévin. Le puits no 14 bis cesse d'aérer en 1962, date à laquelle son puits, profond de 218 mètres, est remblayé. Les installations sont conservées.

### Reconversion
Au début du XXIe siècle, Charbonnages de France matérialise la tête de puits. Le BRGM y effectue des inspections chaque année. Un sondage de décompression est entrepris, à 62 mètres au sud-est du puits no 14 bis, du 8 mars au 27 avril 2005. Son diamètre est de neuf centimètres, et il a atteint la profondeur de 250 mètres,. Hormis le chevalement qui a été démonté en 2002, il subsiste toutes les installations de la fosse no 14 bis, dont les locaux sont occupés par une entreprise de récupération de métaux en 2022.

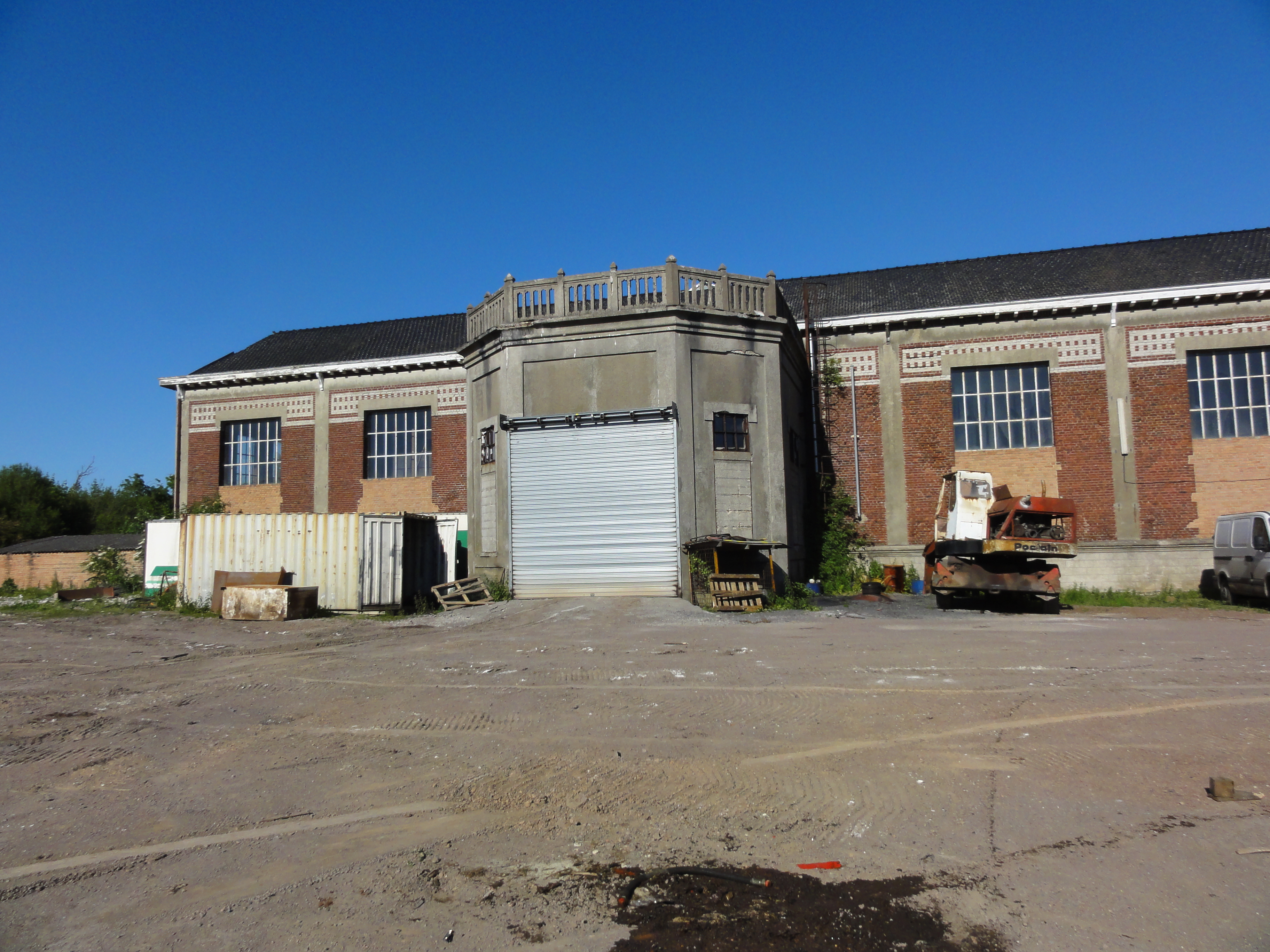
L'arrière de la fosse.
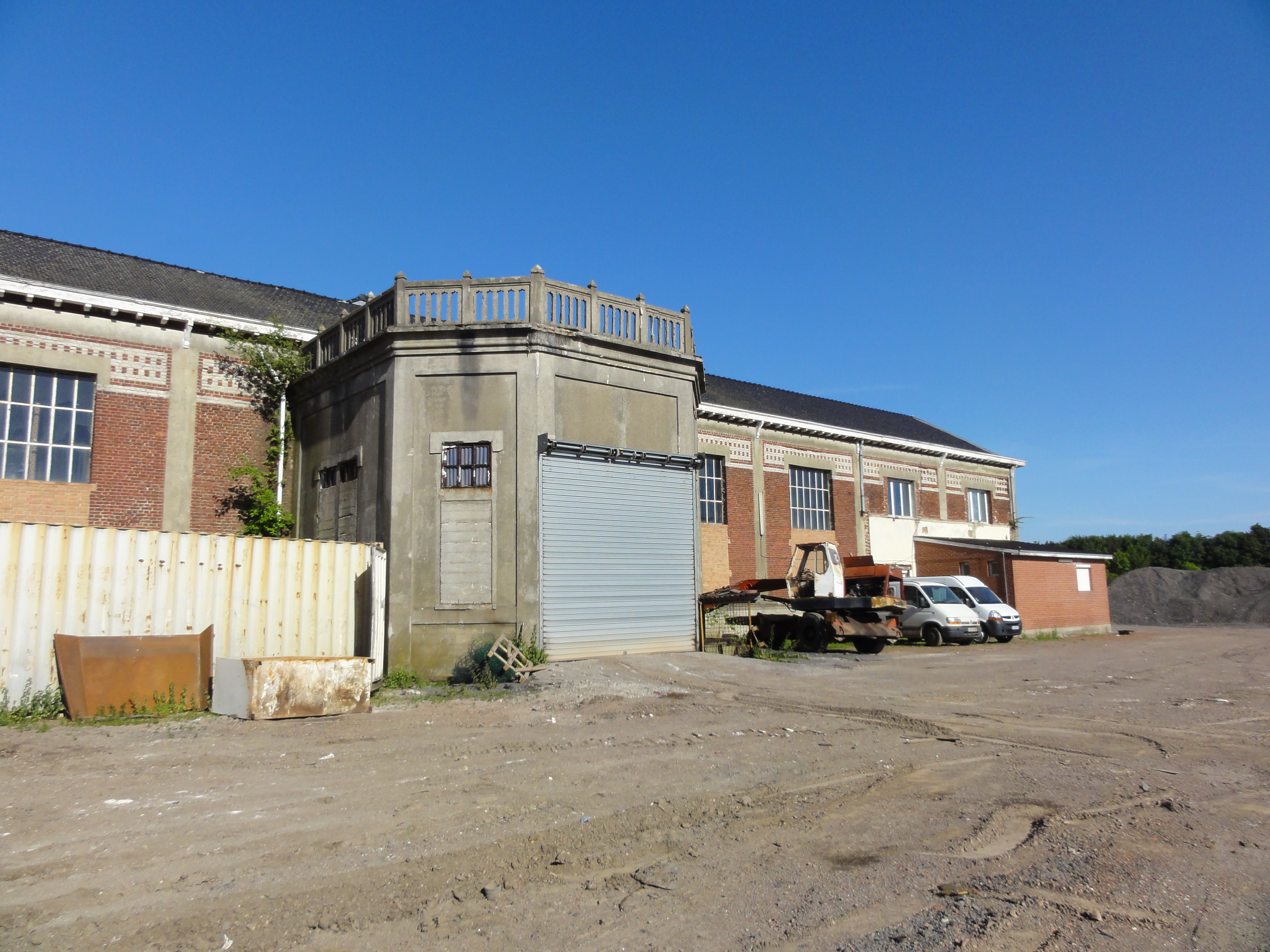
La partie bétonnée est commune à de nombreuses fosses.
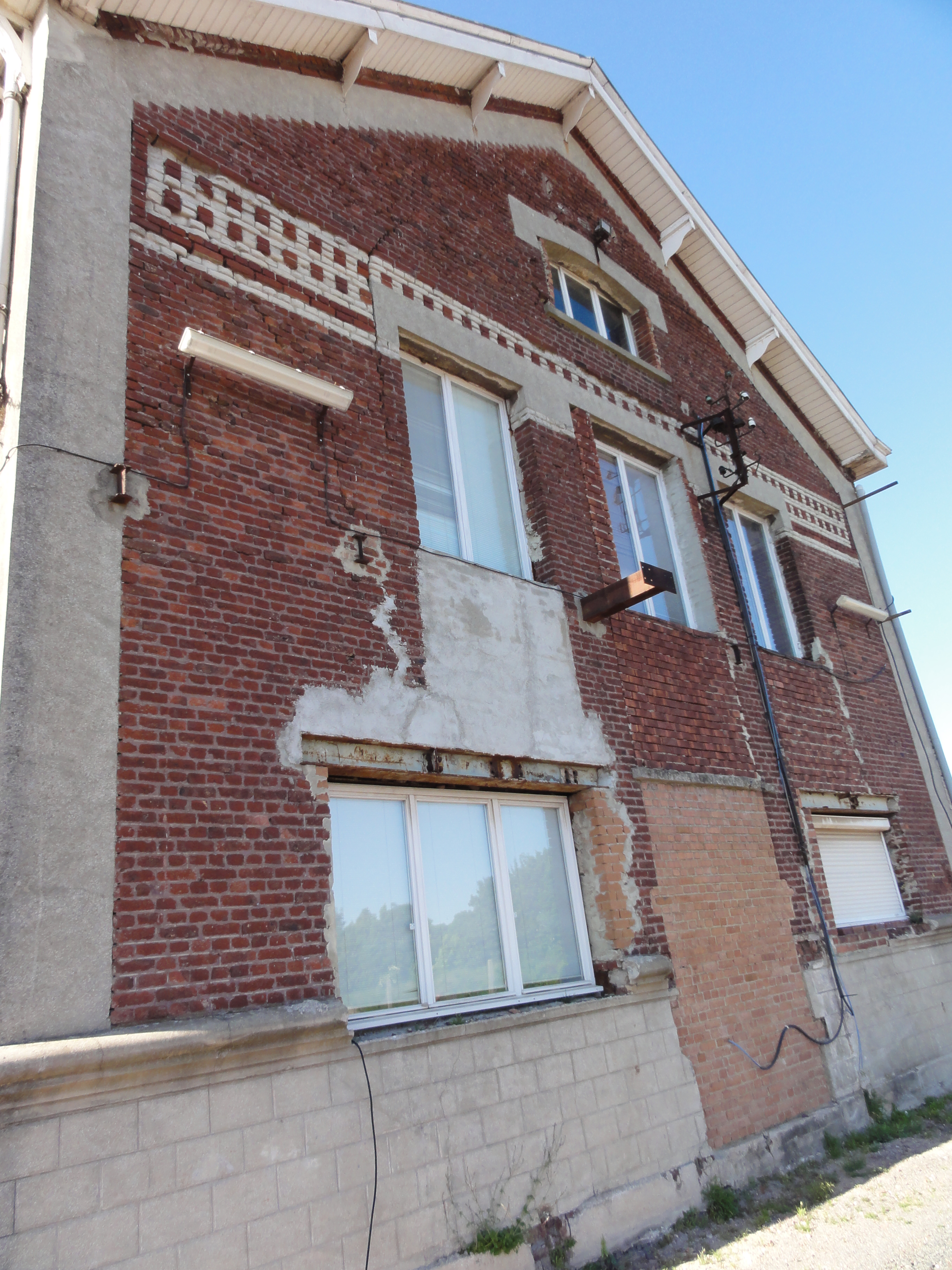
Le pignon sud.
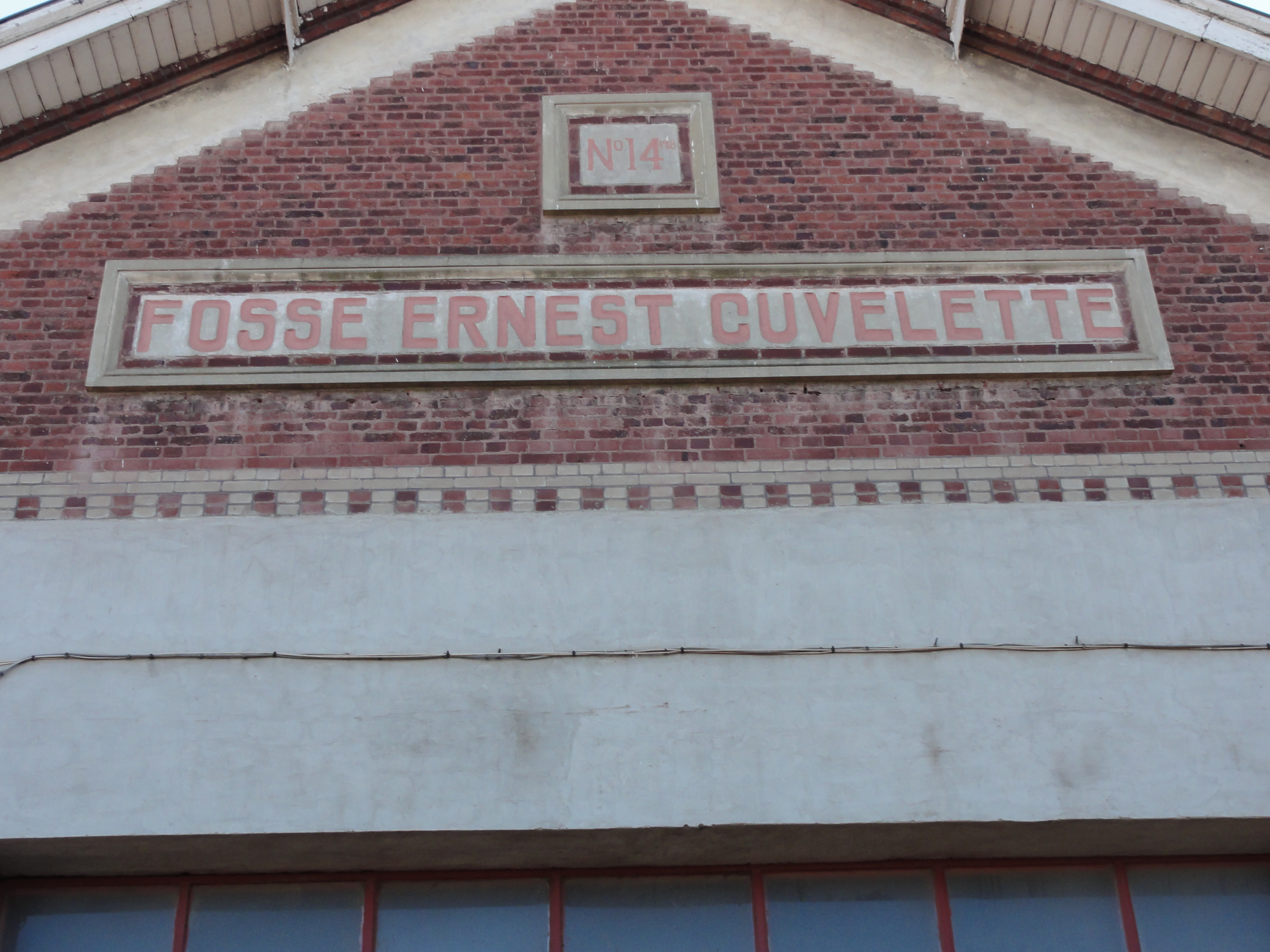
Le fronton : No 14 bis, Fosse Ernest Cuvelette.
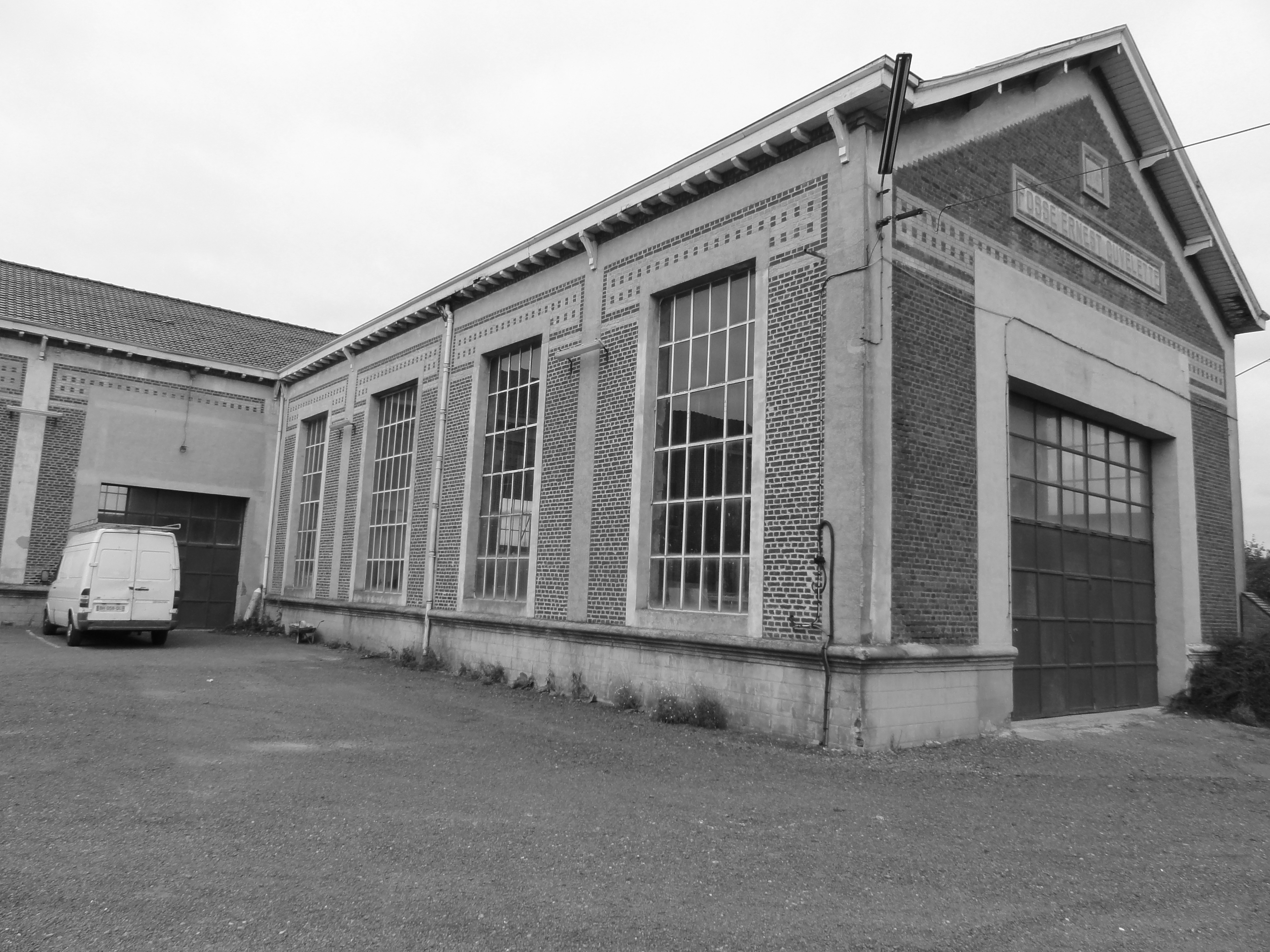
La partie avant de la fosse.
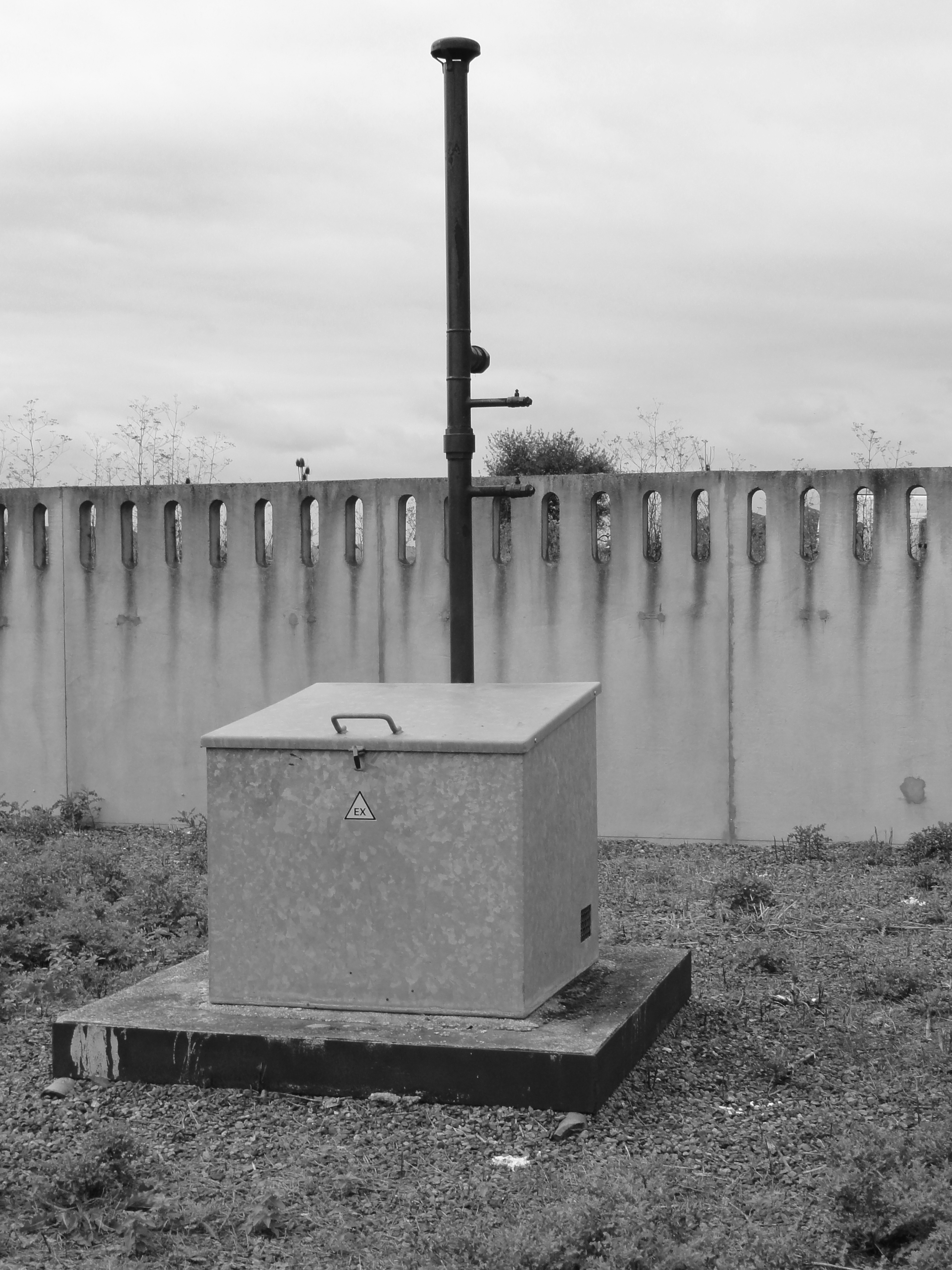
Le sondage de décompression.